# Picrodendràcies
Picrodendraceae és una família de plantes amb flors. Consta de 80 espècies en 24 gèneres. Viuen en climes subtropicals o tropicals i es troben a Nova Guinea, Austràlia, Nova Caledònia, Madagascar, Àfrica continental i Amèrica tropical.
Anteriorment aquesta família estava inclosa com la subfamília Oldfieldioideae de la família Euphorbiaceae.